# 富士急ハイランド駅

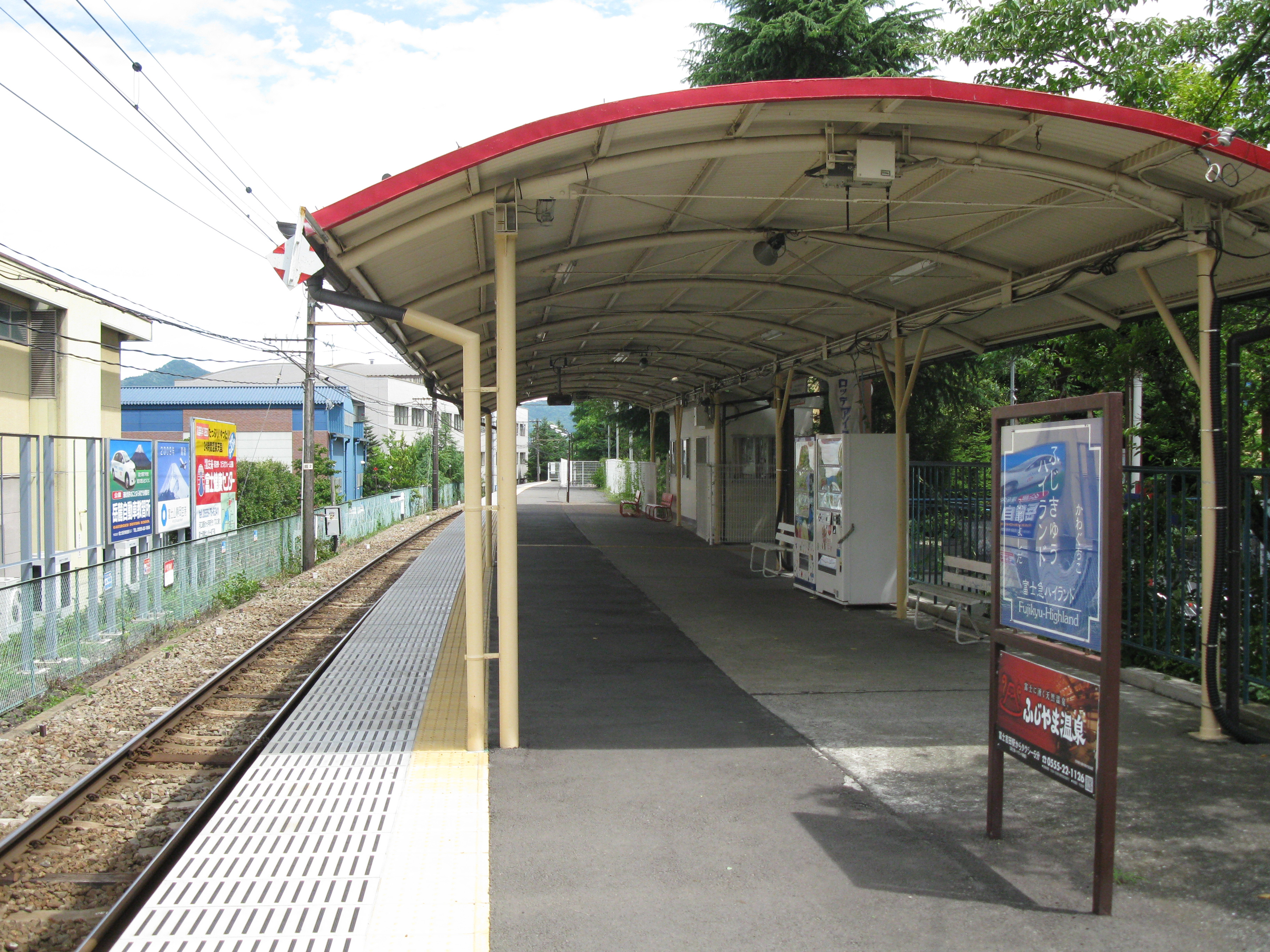
ホーム（2009年7月）

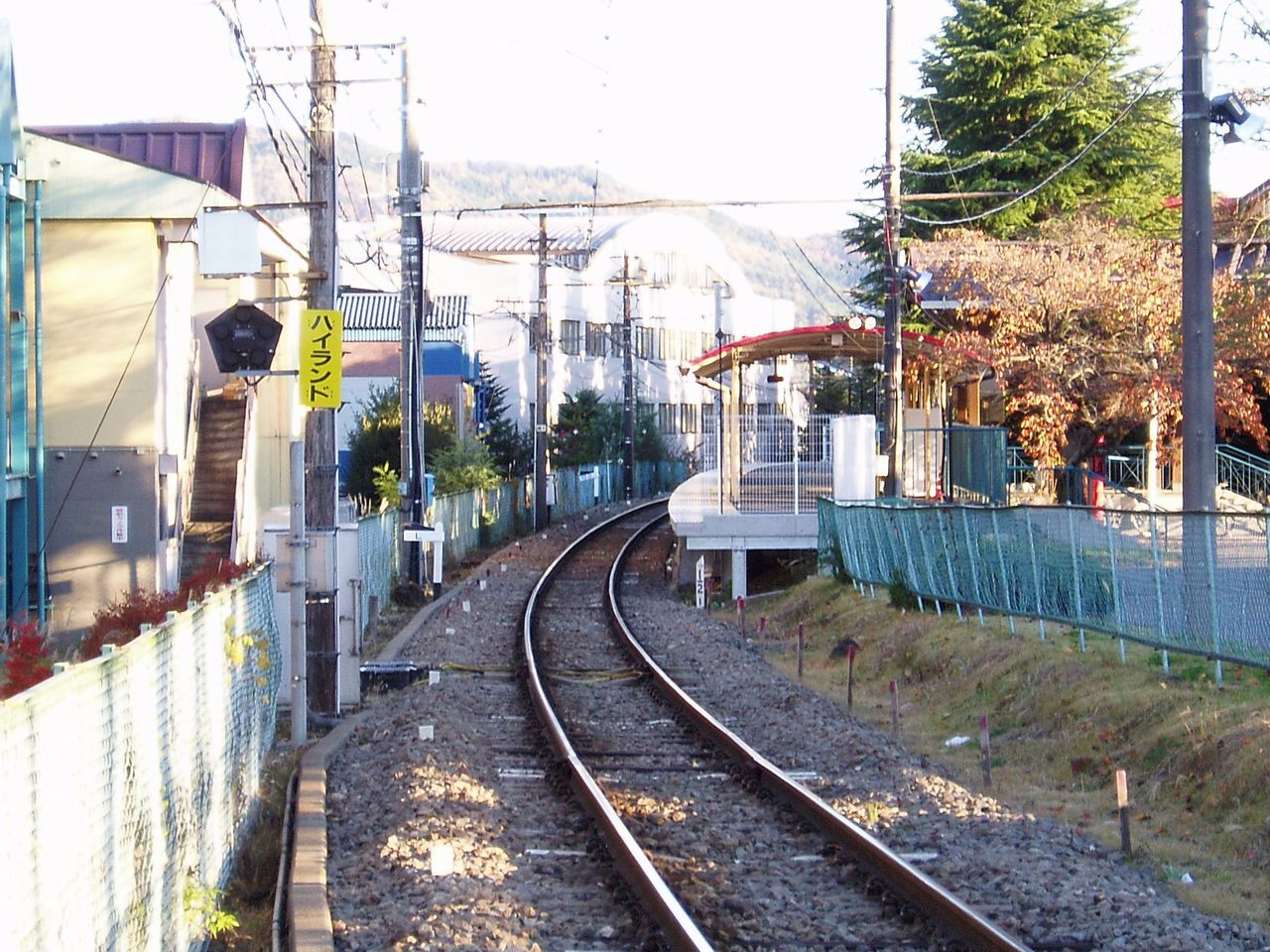
駅構内（2007年11月）

富士急ハイランド駅（ふじきゅうハイランドえき）は、山梨県南都留郡富士河口湖町船津にある富士山麓電気鉄道富士急行線の駅。駅番号はFJ17。副駅名は「トーマスランド」。
富士急ハイランドの玄関口となっており、全列車が停車する。

## 歴史
開業時の駅名はハイランド駅で、当時日本初のカタカナ表記のみの呼称を用いた駅であった。
- 1961年（昭和36年）12月1日：ハイランド駅として開業。
- 1978年（昭和53年）6月：委託化。
- 1981年（昭和56年）1月11日：富士急ハイランド駅に改称[3]。
- 2015年（平成27年）3月14日：ICカード「Suica」の利用が可能となる[4]。
- 2020年（令和2年）
  - 3月12日：『きかんしゃトーマス』の原作である『汽車のえほん』出版75周年を記念し、駅舎・ホームのリニューアルを実施[1]。副駅名「トーマスランド」を導入[1]。
  - 6月6日：駅構内にトイレを設置。
- 2022年（令和4年）4月1日：富士急行の鉄道事業分割に伴い、富士山麓電気鉄道の駅となる[5]。

## 駅構造
単式ホーム1面1線を有する地上駅。臨時列車の入線を考慮して、ホームの有効長は6両編成に対応している。線路はほぼ南東から北西に走り、ホームはその南西側に設けられている。ホーム上には締め切り可能な待合所が設置されている。
簡易Suica改札機設置駅。駅舎は富士急ハイランドの第2入園口と一体化した建物で、駅舎として使われている部分には有人の窓口がある他、簡易な自動券売機が1台設置されている。かつては直営駅であったが、1978年（昭和53年）から業務委託駅となっている。

## 利用状況
2023年度（令和5年度）の年間乗降人員は49万7235人である（1日平均約1,358人）。
近年の年間乗車人員、乗降人員の推移は以下のとおり。
| 年度   | 年間 乗車人員 | 年間 乗降人員 | 1日あたり 乗降人員 |
| ------ | ------------- | ------------- | ------------------ |
| 2002年 | 108,221       | 252,751       |                    |
| 2003年 | 105,863       | 262,855       |                    |
| 2004年 | 108,069       | 282,630       |                    |
| 2005年 | 93,611        | 248,659       |                    |
| 2006年 | 116,598       | 297,273       |                    |
| 2007年 | 114,475       | 306,271       |                    |
| 2008年 | 117,578       | 309,791       |                    |
| 2009年 | 116,546       | 303,533       |                    |
| 2010年 | 111,309       | 297,473       |                    |
| 2011年 | 109,579       | 300,029       | 820                |
| 2012年 | 133,056       | 357,552       | 980                |
| 2013年 | 151,856       | 403,277       | 1,105              |
| 2014年 | 145,002       | 397,352       | 1,089              |
| 2015年 | 157,431       | 414,752       | 1,133              |
| 2016年 | 144,803       | 398,578       | 1,068              |
| 2017年 | 173,105       | 429,399       | 1,173              |
| 2018年 | 187,707       | 453,568       | 1,243              |
| 2019年 |               | 464,953       | 1,270              |
| 2020年 |               | 150,032       | 411                |
| 2021年 |               | 194,163       | 532                |
| 2022年 |               | 285,176       | 779                |
| 2023年 |               | 497,235       | 1,358              |

## 駅周辺
駅周辺では富士吉田市と富士河口湖町との境界線が複雑になっており、当駅を出ると一旦富士吉田市に入った後再び富士河口湖町に抜けて、河口湖駅に到着する。
- 富士急ハイランド
- キャビン&ラウンジ ハイランドステーションイン（カプセルホテル）
- イッツモア赤坂ショッピングセンター
  - いちやまマート 赤坂店
    - セリア イッツモア赤坂SC店
- ドン・キホーテ 河口湖インター店
- 富士急行本社
- 富士吉田市立吉田西小学校
- 国道137号
- 中央自動車道河口湖インターチェンジ

## 隣の駅
富士山麓電気鉄道
■富士急行線
- ■特急「富士回遊」「フジサン特急」「富士山ビュー特急」停車駅

■普通
富士山駅 (FJ16) - 富士急ハイランド駅 (FJ17) - 河口湖駅 (FJ18)